# Valaida Snow
Valaida Snow (* 2. Juni 1904 als Valada Snow in Chattanooga, Tennessee; † 30. Mai 1956 in New York) war eine US-amerikanische Jazztrompeterin und Sängerin. Sie war eine der ersten Frauen, die den Jazz um den Erdball trugen und trat unter anderem mit Louis Armstrong auf, der sie einmal als den „zweitbesten“ Jazztrompeter der Welt, nach sich selbst, bezeichnete.

## Leben und Wirken
Valaida Snow wurde schon sehr früh zu einer Multiinstrumentalistin ausgebildet, mit Schwerpunkten auf Klavier, Geige, Gesang, Tanz und Trompete. Mit ihren drei Schwestern, Lavada, Alvada und Hattie formte sie ein Gesangsquartett und tourte während der 1920er und Anfang der 1930er Jahre durch die USA und den Fernen Osten. 1934 machte sie ihre erste Aufnahme mit Noble Sissle und kurze Zeit später eine weitere mit Earl Hines.
Von 1936 bis 1942 war sie in Europa tätig und nahm dort auch ihre erste Platte unter eigenem Namen auf; später arbeitete sie bis 1938 mit englischen Swing- und Dancebands. Sie siedelte dann nach Dänemark über und setzte ihre Karriere mit skandinavischen Musikern fort. 
Mitte März 1942 wurde Snow von der Kopenhagener Polizei in Haft genommen und verbrachte zehn Wochen im Kopenhagener Gefängnis Vestre Fængsel – unterbrochen von einem einmonatigen Krankenhausaufenthalt. Im Mai 1942 wurde sie von zwei dänischen Polizisten nach Göteborg begleitet, wo sie noch fünf Tage in Gewahrsam der schwedischen Polizei verbrachte, bevor sie gemeinsam mit 193 weiteren Flüchtlingen an Bord der S.S. Gripsholm in die Staaten zurückkehrte und am 9. Juni 1942 in New Jersey eintraf. In den folgenden Jahren behauptete Valaida Snow, sie hätte mehrere Monate in Nazi-Konzentrationslagern verbracht. Die Fakten belegen dies nicht.
Noch im selben Jahr trat sie erstmals im Apollo Theater auf. Sie war auch in Kanada ein großer Publikumsliebling.
Valaida Snow hatte einen kräftigen vollen Trompetenton, der stark an Louis Armstrong erinnert, jedoch selten zu hören war, da sie eher als Sängerin auftrat. Mary Lou Williams war der Ansicht, dass Snow, die ein strahlendes hohes C blasen konnte, das Potenzial hatte, „eine der ganz Großen auf ihrem Instrument werden“ zu können, wenn sie sich auf die Trompete konzentriert hätte.
Einen guten Eindruck ihrer Fähigkeiten auf der Trompete erhält man mit den Aufnahmen I Got Rhythm vom 9. Juli 1937 und My Heart Belongs to Daddy vom 28. August 1938 sowie auf den Soundies mit den Ali Baba Trio (1946) und zwei in Frankreich gedrehten Spielfilmen, L’Alibi (1936) mit dem Orchester Bobby Martin und Pieges mit dem Orchester Freddie Johnson. Auch trat sie mit Maurice Chevalier auf. In den Niederlanden schenkte ihr Königin Wilhelmina eine goldene Trompete für ihre Leistungen.
Valaida Snow war Sängerin, Schauspielerin, Choreographin, Dirigentin, Tänzerin, Multiinstrumentalistin, beherrschte mehrere Sprachen und hat sich ihren Weg aus armen Verhältnissen zu einer erfolgreichen Person des Showgeschäft gebahnt. Diesen Erfolg stellte sie später auch in den Dienst von Benefizveranstaltungen. Sie erlitt am 8. Mai 1956 eine massive Hirnblutung – wenige Stunden nach einem Trompeten-Gig – und erwachte nicht wieder aus dem daraus resultierenden Koma. Beerdigt wurde sie an ihrem zweiundfünfzigsten Geburtstag.
Melba Liston, die Snow als eines ihrer Vorbilder angibt und um 1945 in Los Angeles in einer Theaterband (Lincoln´s Theater) mit ihr spielte, erwähnte in einem Interview die schlechte Behandlung, die sie durch männliche Orchestermitglieder erfuhr.

## Diskographische Hinweise
- Valaida Snow 1933-1936 (Classics) mit Omer Simeon, Jimmy Mundy, Darnell Howard
- Valaida Snow 1937-1940 (Classics)